# Шабурово (Алтайский край)
Шабу́рово — посёлок в Солтонском районе Алтайского края. Входит в состав Сузопского сельсовета.

## История
Основан в 1846 году. В 1928 году деревня Шабуровская состояла из 49 хозяйств, основное население — русские. В административном отношении входила в состав Ново-Троицкого сельсовета Солтонского района Бийского округа Сибирского края.

## Население
| 1926 | 1997 | 1998 | 2000 | 2001 | 2002 |
| ---- | ---- | ---- | ---- | ---- | ---- |
| 270  | ↘2   | →2   | ↗4   | →4   | ↘1   |
| 2005 | 2006 | 2007 | 2008 | 2009 | 2010 |
| ↗3   | →3   | ↘2   | ↗4   | →4   | ↘0   |
| 2013 |      |      |      |      |      |
| ↗1   |      |      |      |      |      |

Национальный состав
Согласно результатам переписи 2002 года, в национальной структуре населения русские составляли 100 %.